# Municipalità di Elliston
La municipalità di Elliston è una Local Government Area che si trova in Australia Meridionale. Essa si estende su una superficie di 6.500 chilometri quadrati e ha una popolazione di 1.169 abitanti. La sede del consiglio si trova a Elliston.